# Liste der Naturdenkmale in Waldbreitbach
Die Liste der Naturdenkmale in Waldbreitbach nennt die im Gemeindegebiet von Waldbreitbach ausgewiesenen Naturdenkmale (Stand 9. Oktober 2013).

## Naturdenkmale
| Nr.         | Bezeichnung                        | Lage                                            | Beschreibung                       | Bild                                    |
| ----------- | ---------------------------------- | ----------------------------------------------- | ---------------------------------- | --------------------------------------- |
| ND-7138-455 | Linde hinter dem Kriegerdenkmal    | An der Commende, bei Nr. 4 Lage                 | Tilia sp.                          | Direkt Bild zu diesem Denkmal hochladen |
| ND-7138-457 | Linde an der Kirche                | An der Kirchtreppe, bei Nr. 2 Lage              | Tilia sp.                          | Direkt Bild zu diesem Denkmal hochladen |
| ND-7138-458 | Buche auf dem alten Schiessstand   | östlich des Ortes; Abteilung An den Weyern Lage | Fagus sylvatica                    | Direkt Bild zu diesem Denkmal hochladen |
| ND-7138-469 | Zwei Kastanien an der Scheidsmühle | Wiedufer, bei Nr. 9 Lage                        | Aesculus hippocastanum, zwei Bäume | Direkt Bild zu diesem Denkmal hochladen |
| ND-7138-470 | Linde an der Kreuzkapelle          | südlich des Ortes bei der Kreuzkapelle Lage     | Tilia sp.                          | Fotos hochladen                         |
| ND-7138-471 | Linde am Golfplatz                 | Strandbadweg, am Campingplatz Lage              | Tilia sp.                          | Direkt Bild zu diesem Denkmal hochladen |